# Audie Murphy
Audie Murphy, född 20 juni 1925 i Kingston, Hunt County, Texas, död 28 maj 1971 vid Brush Mountain i Catawba County, Virginia, var en amerikansk soldat i USA:s armé som blev krigshjälte och skådespelare. 
Han medverkade i 44 filmer under åren 1948–1969.

## Biografi
Murphy föddes i en fattig familj som var arrendebönder i Texas. Han blev berömd som USA:s mest dekorerade soldat under andra världskriget - han erhöll 24 utmärkelser, bland annat Medal of Honor, samt sex medaljer från Frankrike och Belgien (inklusive Hederslegionen och tre Croix de Guerre). Han tjänstgjorde i 3rd Infantry Division.
Murphy gav ut sin självbiografi 1949 under titeln To Hell and Back.
I slutet av 1940-talet inledde Murphy sin filmkarriär, mest som pojkaktiga hjältar i lågbudget-westerns. Bland hans filmer kan nämnas Ung soldat (1951), Destry Kid rensar stan (1954), Åter från helvetet (1955); filmen bygger på Murphys självbiografi och handlar om hans upplevelser under andra världskriget) och Den stillsamme amerikanen (1955).
Hans filmkarriär gick dock mindre bra och 1968 var han helt bankrutt. Han omkom i en flygolycka med ett litet privatplan 1971.

## Filmografi i urval
- 1951 – Ung soldat
- 1954 – Destry Kid rensar stan
- 1955 – Åter från helvetet
- 1957 – Duell bland bergen
- 1958 – Den stillsamme amerikanen

## Övrigt
Det svenska bandet Sabaton släppte under år 2014 en singel med namnet "To Hell and Back" som innehåller låten med samma namn, låten handlar om Audie Murphy och namnet till låten togs ifrån hans självbiografi.